# Viviera marphysae
Viviera marphysae is een soort in de taxonomische indeling van de Myzozoa, een stam van microscopische parasitaire dieren. Het organisme komt uit het geslacht Viviera en behoort tot de familie Lecudinidae. Viviera marphysae werd in 1963 ontdekt door Schrevel.